# David Guetta
David Guetta (n. 7 noiembrie 1967, Paris, Franța) este un DJ și producător muzical francez de muzică house. Inițial fiind un DJ în cluburi de noapte în anii '80 și '90, el fondează Gum Productions și își lansează primul său album, Just a Little More Love, în 2001. Mai târziu, el a lansat albumurile Guetta Blaster (2004) și Pop Life (2007). Din albumul său din 2009, One Love care include hit-urile "When The Love Takes Over" (împreună cu Kelly Rowland), "Gettin' Over You" (împreună cu Chris Willis, Fergie & LMFAO) și "Sexy Bitch" (împreună cu Akon), cel din urmă hit a ajuns în top 5 SUA, iar toate cele 3 hit-uri au ajuns #1 în UK. El a lucrat cu o varietate de artiști dintre care și Britney Spears, Akon, Chris Willis, Kelly Rowland, Lil' Wayne, Kelis, Madonna, Kid Cudi, Estelle, Fergie, Amy Palmer, K'naan, will.i.am, LMFAO, Dane Bowers, Flo Rida și Shakira.
David Guetta a vândut peste 6 milioane de albume și 15 milioane de single-uri în lumea întreagă. În 2011 Guetta a fost votat DJ-ul #1 în sondajul 'DJ Mag Top 100 DJs'.
În 2013, Billboard a clasificat cântecul său "When Love Takes Over" ca fiind colaborarea numărul #1 în dance-pop din toate timpurile.

## Viața și cariera

### Viața timpurie
Davida Guetta s-a născut pe 7 noiembrie 1967, în Paris, Franța. Mama sa este de origine belgiană, iar tatăl său a fost un marocan de origine evreiască.

### Începuturile carierei
La 17 ani, atunci cand era inca copil Guetta, a început să mixeze melodii în Clubul Broad din Paris. El a descoperit muzica house când a auzit o piesă a lui Farley Keith la un post de radio francez în 1987. Un an mai târziu, și-a început petrecerile nocturne. În 1990, a lansat "Nation Rap", o melodie hip-hop în colaborare cu rapper-ul francez, Sidney Duteil.
La începutul anilor '90, Guetta a devenit barbat si a mixat melodii precum Le Centrale, the Rex, Le Boy, și Folies Pigalle. Primul single al lui Guetta, lansat în 1994 în colaborare cu vocalistul american, Robert Owens, numit "Up & Away" a fost un mic hit în cluburi. În 1995, Guetta a devenit proprietarul clubului de noapte Le Palace și a continuat să organizeze petreceri în clubul său și în altele precum petrecerile "Scream" în Les Bains Douches.

### Just a Little More LoveșiGuetta Blaster
În 2001, Guetta împreună cu Joachim Garraud au fondat Gum Productions, iar în același an, artistul a lansat primul său single, Just a Little More Love în colaborare cu cântărețul american, Chris Willis. Willis era în vacanță în Franța, când l-a întâlnit pe Guetta. Albumul de debut al lui Guetta, Just a Little More Love a fost lansat în 2002 prin Virgin Records, și au fost vândute peste 300.000 de copii. Următorul hit, Love Don't Let Me Go a fost lansat în 2002. Guetta a lansat o compilație în 2003, numită Fuck Me I'm Famous, numită după petrecerea din Ibiza. A inclus doar "Just for One Day (Heroes)", un remix al piesei lui David Bowie, Heroes.
Al doilea album al lui Guetta, Guetta Blaster, a fost lansat în 2004 și conținea piesa "The World is Mine" în colaborare cu JD Davis. În 2006, "Love Don't Let Me Go" a fost re-lansat cu remix-ul Tocadisco al "Walking Away" al The Egg. Piesa relansată a avut un succes mai mare decât cea originală.

### Pop Life
Al treilea album al lui Guetta, Pop Life, a fost lansat în 2007. Albumul a fost de mare succes în UK șI Irlanda dar și în marea parte a Europei. Conform EMI, până în 2010 s-au vândut 530.000 de copii în toată lumea. Single-ul de bază, Love is Gone, a ajuns pe locul 1 în "American Dance Chart" și a ajuns în Billboard Hot 100.
El a concertat în multe țări pentru a promova albumul. El a concertat în Mauritius în ianuarie 2008, alături de rapper-ul francez, JoeyStarr. În același an, el și soția sa, Cathy au plănuit un eveniment care a luat amploare în Stade de France pe 5 iulie, 2008. Evenimentul a fost numit "UNIGHTED". El a concertat împreună cu Tiësto, Carl Cox, Joachim Garraud și Martin Solveig în fața a 40.000 de oameni.

### One Loveși producții pentru alți artiști
Al patrulea album al lui Guetta, One Love a fost lansat digital pe 21 august, 2009, și lansat fizic pe 24 august, 2009 în Europa și pe 25 august în Statele Unite ale Americii. Primul single de pe album, "When Love Takes Over", în colaborare cu Kelly Rowland s-a clasat pe locul 2 în French singles chart și pe locul 78 în Billboard Hot 100. Al doilea single de pe album, "Sexy Bitch", în colaborare cu Akon, s-a clasat pe locul 2 în Franța și pe locul 5 în America. Urmează "One Love" (în colaborare cu Estelle), "Memories" (în colaborare cu Kid Cudi) și "Gettin' Over You" (în colaborare cu Chris Willis, Fergie și LMFAO). Albumul s-a vândut în 1,4 milioane de exemplare de când s-a lansat conform Billboard.
Guetta a produs de asemenea single-ul I Gotta Feeling pentru Black Eyed Peas, care s-a clasat pe locul 1 în America, Canada, Regatul Unit și Australia, și pe locul 2 în Franța.
Guetta lucrează acum cu o varietate de artiști la albume următoare și proiecte pentru 2010.
Din aprilie 2009, Guetta are o emisiune radio pe radio-ul online RauteMusik în fiecare sâmbătă seara.
În 2009, Guetta a fost pe locul 3 în Top 100 DJ, făcut de DJ Magazine, și a fost selectat "Cel mai bun DJ House" de DJ Awards în 2008.
Guetta a fost nominalizat la cinci premii Grammy, trei pentru One Love și două pentru munca sa împreună cu Black Eyed Peas. El a câștigat premiul Grammy pentru "Best Remixed Recording, Non-Classical".

## Viața personală

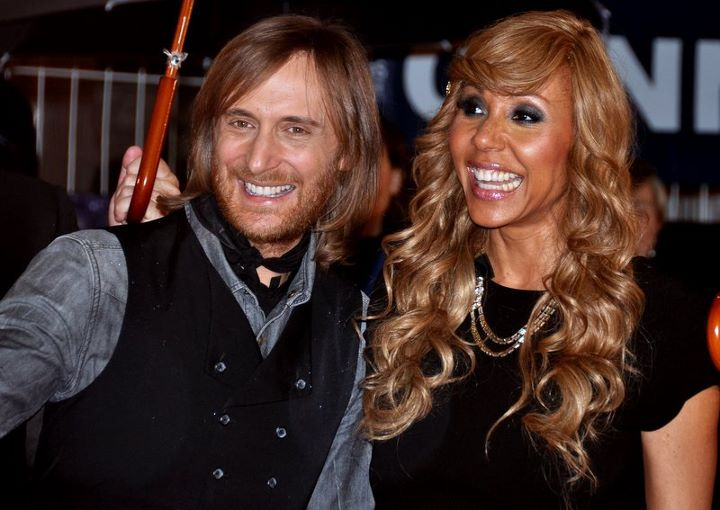
Guetta și soția sa Cathy în ianuarie 2012 la ceremonia NRJ Music Awards.

Guetta s-a căsătorit în 1992 cu managerul de cluburi de noapte Cathy Lobé. Împreună ei au doi copii: un fiu, Tim Elvis Eric (n. 9 februarie 2004) și o fiică, Angie (n. 23 septembrie 2007). După 22 de ani de căsătorie, în martie 2014 cei doi au inițiat procedura de divorț la o instanță din Paris, urmând să se înțeleagă asupra împărțirii averii de $30.000.000.

## Discografie
Albume de studio
- Just a Little More Love (2002)
- Guetta Blaster (2004)
- Pop Life (2007)
- One Love (2009)
- One More Love (2010)
- Nothing but the Beat (2011)
- Listen (2014)
- 7 (2018)